# Chris Albright
Christopher ("Chris") John Albright (Philadelphia, 14 januari 1979) is een Amerikaanse voetballer.

## Clubcarrière
Albright begon zijn carrière als profvoetballer in 1999 bij de Amerikaanse ploeg DC United in de MLS. Ook de volgende twee seizoenen speelde Albright in het shirt van DC United. In 2002 maakte hij dan de overstap naar Los Angeles Galaxy. In zijn eerste seizoen voor zijn nieuwe ploeg moest hij wel al twaalf wedstrijden missen door diverse (kleine) blessures. 2004 was zowat het beste seizoen (tot nu toe) van Albright. Eigenaardig genoeg werd hij dat seizoen niet meer uitgespeeld als spits, maar als rechtsachter. Ook in 2006 kwam Albright nog uit voor Los Angeles Galaxy. Sinds 2012 speelt hij voor Philadelphia Union.

## Interlandcarrière
Op 8 september 1999 maakte hij zijn debuut in het Amerikaans voetbalelftal. Tegen Jamaica mocht hij in de 78ste minuut invallen voor Henry Gutierrez. Meteen gaf hij zijn visitekaartje af door in de 81ste minuut de gelijkmaker (2-2) te scoren. In 2000 was hij een vaste waarde in het Olympisch team van de Verenigde Staten. Hij scoorde er ook tweemaal. T/m einde mei 2006 kwam Albright twintig keer in actie voor Team USA. Tot op heden bleef het bij die ene goal bij zijn debuut.
Albright werd oorspronkelijk door Bruce Arena ook niet geselecteerd voor het WK voetbal 2006 in Duitsland. Op het laatste nippertje werd hij toch nog geselecteerd ter vervanging van de geblesseerde Frankie Hejduk.

## Statistieken
| seizoen    | club                   | land             | competitie          | wed. | goals |
| ---------- | ---------------------- | ---------------- | ------------------- | ---- | ----- |
| 1999       | DC United              | Verenigde Staten | Major League Soccer | 8    | 0     |
| 2000       | DC United              | Verenigde Staten | Major League Soccer | 25   | 3     |
| 2001       | DC United              | Verenigde Staten | Major League Soccer | 23   | 1     |
| 2002       | Los Angeles Galaxy     | Verenigde Staten | Major League Soccer | 15   | 0     |
| 2003       | Los Angeles Galaxy     | Verenigde Staten | Major League Soccer | 27   | 3     |
| 2004       | Los Angeles Galaxy     | Verenigde Staten | Major League Soccer | 24   | 1     |
| 2005       | Los Angeles Galaxy     | Verenigde Staten | Major League Soccer | 22   | 1     |
| 2006       | Los Angeles Galaxy     | Verenigde Staten | Major League Soccer | 23   | 2     |
| 2007       | Los Angeles Galaxy     | Verenigde Staten | Major League Soccer | 5    | 0     |
| 2008       | New England Revolution | Verenigde Staten | Major League Soccer | 26   | 0     |
| 2009       | New England Revolution | Verenigde Staten | Major League Soccer | 1    | 0     |
| 2010       | New York Red Bulls     | Verenigde Staten | Major League Soccer | 18   | 0     |
| 2011       | New York Red Bulls     | Verenigde Staten | Major League Soccer | 8    | 0     |
| 2012       | Philadelphia Union     | Verenigde Staten | Major League Soccer | 2    | 0     |
| totaal     |                        |                  |                     | 227  | 11    |
| Bijgewerkt | 27-03-2012             |                  |                     |      |       |